# تصویر هایزنبرگ

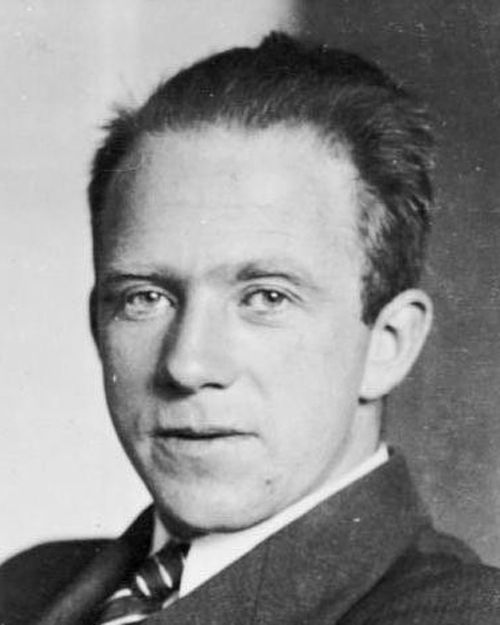
ورنر هایزنبرگ

در مکانیک کوانتومی، تصویر هایزنبرگ (انگلیسی: Heisenberg picture) به فرمولاسیونی از مکانیک کوانتومی گفته می‌شود که عمدتاً توسط ورنر هایزنبرگ توسعه داده شد و در آن عملگرها تابع زمان بوده و در زمان تحول می‌یابند و بردارهای حالت مستقل از زمان و ثابت می‌باشند.